# Argyripnus brocki
Argyripnus brocki és una espècie de peix pertanyent a la família dels esternoptíquids.

## Descripció
- Fa 8,9 cm de llargària màxima.[5][6]

## Depredadors
És depredat per Etelis carbunculus i Etelis coruscans.

## Hàbitat
És un peix marí, tropical i bentopelàgic que viu entre 180 i 380 m de fondària.

## Distribució geogràfica
Es troba al Pacífic oriental central: les illes Hawaii.

## Observacions
És inofensiu per als humans.